# Fernando Miguel Suárez
Fernando Miguel Suárez (28 de marzo de 1943*) es un historiador y político argentino. Actualmente es el director Ejecutivo del ONABE, Organismo Nacional de Administración de Bienes de la República Argentina.

## Biografía
En 1966 comenzó a estudiar en la Facultad de Filosofía y Letras, donde se recibió como Licenciado y profesor en Historia e Historia del Arte. Once años más tarde, en 1975, obtuvo el título de Profesor en Historia, con especialidad en Historia Contemporánea.
Fue colaborador del Centro Editor de América Latina, donde participó como redactor en varias de sus colecciones, tales como "Documentos de Polémica", "Historia del Movimiento Obrero" y "El País de los Argentinos". 
Fue profesor de Historia Social Argentina e Historia Contemporánea en la Universidad de Buenos Aires entre 1973 y 1975, y a partir de 1984 y hasta 1995, ejerció la docencia universitaria en la localidad de Lomas de Zamora para la Universidad de El Salvador.

## Función pública
- 1983-1985. Presidente del Concejo Escolar de la localidad Almirante Brown, Buenos Aires.
- 1985-1987. Electo Concejal del Honorable Consejo Deliberante de Almirante Brown, Buenos Aires. Presidente del Cuerpo del Concejo.
- 1988-1996. Director Provincial del Conurbano Bonaerense. Director de Programación Municipal. En la Secretaría General de la Gobernación se desempeñó como Subdirector de la Subsecretaría de la Función Pública, Director Provincial de Relaciones con las Colectividades. Coordinador General de la Subsecretaría de Asuntos Municipales de la Provincia de Buenos Aires.
- 1999-2002. Subsecretario de Recursos Técnicos de Gestión.
- 2002-2003. Secretario Ejecutivo del Instituto para el Desarrollo de Estrategias Argentinas (IDEAR).

En 2003, el entonces presidente Néstor Kirchner, mediante decreto presidencial 133/03, le asigna el puesto de Director Ejecutivo del Organismo Nacional de Administración de Bienes (ONABE).
En enero de 2011 es Designado Presidente de la Corporación Puerto Madero.

## Obras
- Belicistas y antibelicistas en la guerra del Paraguay – Enrique Bourges, Pablo Costantini, Fernando Suárez. Centro Editor de América Latina. Colección: El país de los argentinos. Documentos para la primera historia integral. Buenos Aires.
- La guerra del Paraguay – Introducción, selección y notas: Enrique Bourges, Pablo Costantini y Fernando Suárez. Centro Editor de América Latina. Colección: Documentos de polémica. Buenos Aires.
- La primera etapa del sindicalismo – Fernando Suárez. Centro Editor de América Latina. Colección: Historia del movimiento obrero. Buenos Aires.
- El socialismo austríaco – Enrique Bourges y Fernando Suárez. Centro Editor de América Latina. Colección: Historia del movimiento obrero. Buenos Aires.
- El movimiento obrero en Bélgica – Fernando Suárez y Anette Pfeiffer. Centro Editor de América Latina. Colección: Historia del movimiento obrero. Buenos Aires.

Fue además Coordinador General de los equipos de Redacción y Producción de las ediciones de 1989 y 1991 de "El Conurbano Bonaerense". Fundamentos para la creación de un Fondo de Reparación Histórica. Ministerio de Gobierno de la Pcia. de Buenos Aires.